# سرشيو (سردشت)
سرشيو هي قرية في مقاطعة سردشت، إيران. يقدر عدد سكانها بـ 91 نسمة بحسب إحصاء 2016.